# Johann Rudolf Katz
Johann Rudolf Katz (Amsterdam, 30 aprile 1880 – Boston, 20 aprile 1938) è stato un chimico, medico e docente olandese.

## Biografia
Dopo il liceo si iscrisse alla facoltà di medicina dell'Università di Amsterdam laureandosi in medicina e specializzandosi poi in psichiatria. Successivamente aprì uno studio di psicoterapia dopo aver assistito ad alcune lezioni di Carl Gustav Jung , ma dopo una serie di conferenze tenute negli Stati Uniti d'America, decise di abbandonare la professione per dedicarsi all'insegnamento universitario della chimica , suo vecchio amore risalente agli anni del liceo, nella sua città di nascita. Lì insegnò dal 1917 al 1938 .
Si occupò dello studio delle macromolecole, utilizzando la spettroscopia a raggi X, e approfondì i suoi studi ad Uppsala, Copenaghen e Berlino .
É noto per la sua scoperta dell'indice di Katz relativa alla velocità di eritrosedimentazione del sangue in ematologia..
Morì a Boston, per problemi cardiaci, dove si era recato per partecipare ad una conferenza.